# 七仏通誡偈
七仏通誡偈（しちぶつ つうかいげ）は、仏教で釈迦以前に存在したとされる6人の仏と、釈迦を含む7人の仏（過去七仏）が共通して説いた教えを一つにまとめたとされている偈であり、原始聖典中や準聖典にも見られ、原始聖典中では最古層のもの（韻文経典）として『法句経』183 偈が、古層のもの（散文聖典）では長部 14『大譬喩経』の、計 2 経に見ることができる。
上座部仏教および禅宗に於いて特に重んぜられ、禅宗では日常の読経にも取り入れられている。一休宗純による「諸悪莫作・衆善奉行」と大書した掛け軸が有名である他、道元は「正法眼蔵」で「諸悪莫作」の巻を設けてこの教えについて詳細に述べている。

## 内容
- 諸悪莫作（しょあくまくさ） ― もろもろの悪を作すこと莫（）く
- 衆善奉行（しゅぜんぶぎょう） ― もろもろの善を行い
- 自浄其意（じじょうごい） ― 自ら其の意（こころ）を浄くす
- 是諸仏教（ぜしょぶっきょう） ― 是がもろもろの仏の教えなり

（「衆善奉行」は漢語訳によっては「諸善奉行」とすることもある。）

## パーリ文
- Sabbapāpassa akaraṇaṃ（サッバパーパッサ　アカラナン）「一切の罪を犯さぬこと」
- kusalassa upasampadā（クサラッサ　ウパサンパダー）「善を具足すること」
- sacittapariyodapanaṃ（サチッタパリヨーダパナン）「自らの心を清めること」
- etaṃ buddhāna sāsanaṃ（エータン ブッダーナ サーサナン）「これが諸仏の教えである」

## サンスクリット文
- Sarvapāpasya akaraṇam （サルヴァパーパスヤ　アカラナム）「一切の罪を犯さぬこと」
- kuśalasya upasampadaḥ　（クシャラスヤ　ウパサンパダﾊ）「善を具足すること」
- svacittaparyavadanam　（スヴァチッタパリヤヴァダナム）「自らの心を清めること」
- etad buddhasya śāsanam　（エータッド　ブッダスヤ　シャーサナム）「これが（釈迦牟尼）仏の教えである」

## 逸話
中国唐の詩人・白居易は禅を好み、禅僧・鳥窠道林（鳥窠和尚）に「仏教の真髄とは何か」と問うたところ、この偈の前半を示された。白居易は「こんなことは3歳の子供でもわかるではないか」といったが、道林に「3歳の子供でもわかるが、80歳の老人でもできないだろう」とたしなめられたため、謝ったという。
これは史実ではないが、道元もこの逸話について論じており、「わかる」と「できる」とは全く異なるということを示した逸話として有名である。